# Ickworth House

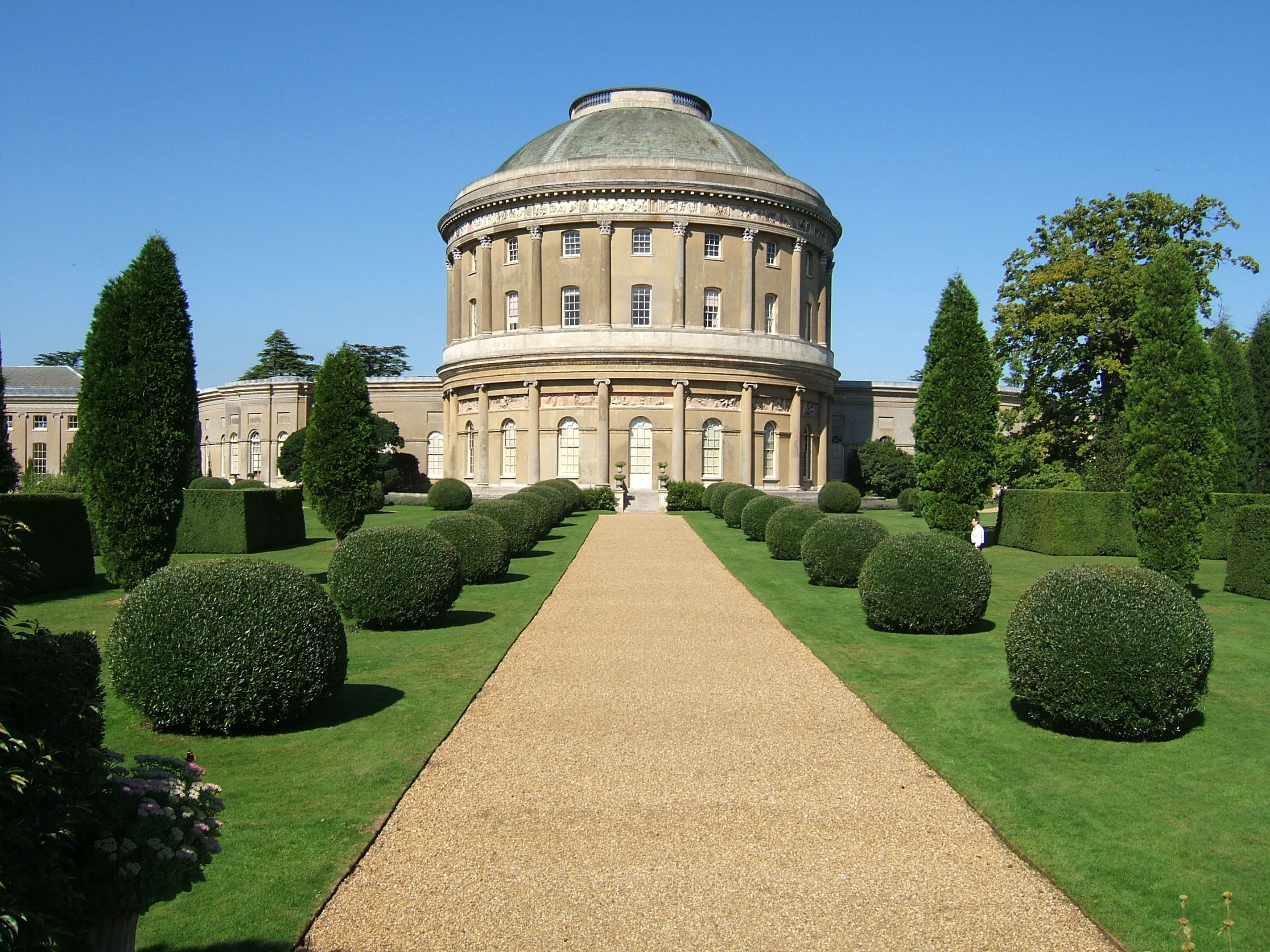
Ickworth House

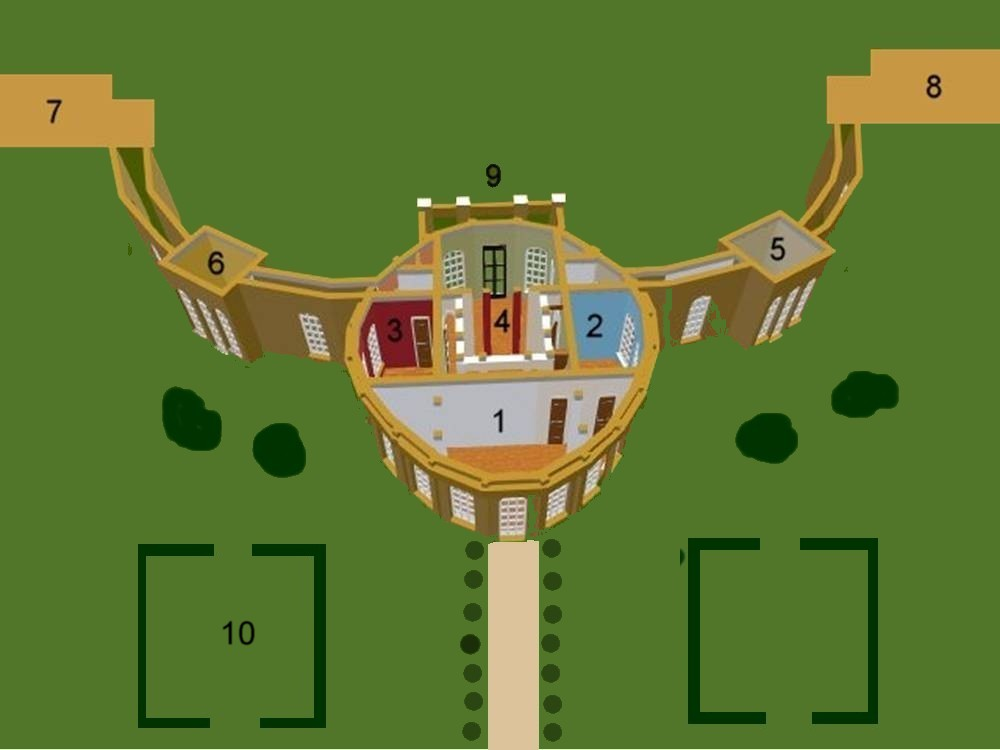
Ickworth House, Erdgeschoss. 1: Bibliothek; 2: Salon; 3: Speisezimmer; 4: Eingangshalle mit innerem Treppenhaus; 5: Rauchsalon; 6: Pompeianisches Zimmer; 7: Orangerie & (unfertiger) Westflügel; 8: Ostflügel (für die Familie); 9: Portikus; 10: Formschnittgarten.

Ickworth House ist ein Landhaus bei Bury St Edmunds in der englischen Grafschaft Suffolk. Das klassizistische Haus steht inmitten von Parkland.

## Geschichte
Das Haus entstand zwischen 1795 und 1829 und war früher das Hauptwohngebäude eines Anwesens, das seit 1467 der Familie Hervey, den späteren Marquesses of Bristol, gehörte. Dessen Landschaftspark stammt von Capability Brown.
Das Gebäude ließ Frederick Hervey, 4. Earl of Bristol und Bischof von Derry, bauen. Er beauftragte den italienischen Architekten Asprucci, ihm eine klassische Villa auf dem Land in Suffolk zu planen. Der Earl starb 1803 und musste die Fertigstellung des Gebäudes seinem Nachfolger überlassen.
1956 wurden das Haus, der Park und eine große Stiftung dem National Trust zum Ausgleich von Erbschaftsteuerschulden übertragen. Als Teil des Überlassungsvertrages ließ sich der Marquess of Bristol ein 99-jähriges Nutzungsrecht für den Ostflügel mit 60 Zimmern eintragen. Aber 1998 verkaufte John Hervey, 7. Marquess of Bristol, das restliche Wohnrecht an den National Trust. Ihm folgte sein Halbbruder Frederick (geb. 1979) nach, aber der National Trust weigerte sich, das verbleibende Wohnrecht an ihn zurückzuverkaufen, wobei er der im Letter of Wishes festgelegten Verfügung, dass das jeweilige Familienoberhaupt stets die freie Wahl einer Wohnung in Ickworth House haben sollte, zuwiderhandelte.
Im früher von der Familie privat genutzten Ostflügel ist heute The Ickworth Hotel sowie Appartements untergebracht, die von National Trust gemietet werden können. Die Appartements liegen im Dower House auf dem Anwesen.
Der Westflügel von Ickworth House blieb bis 2006 unvollendet. Dann wurde er vom National Trust in Zusammenarbeit mit Sodexo Prestige renoviert und als Konferenzcenter und für Veranstaltungen eröffnet. Die erste Hochzeit in der Geschichte des Anwesens fand 2006 statt.
2019 wurde Ickworth House von rund 283.000 Personen besucht. 2024 betrug die Besucherzahl etwa 333.000 Personen.

## Architektur

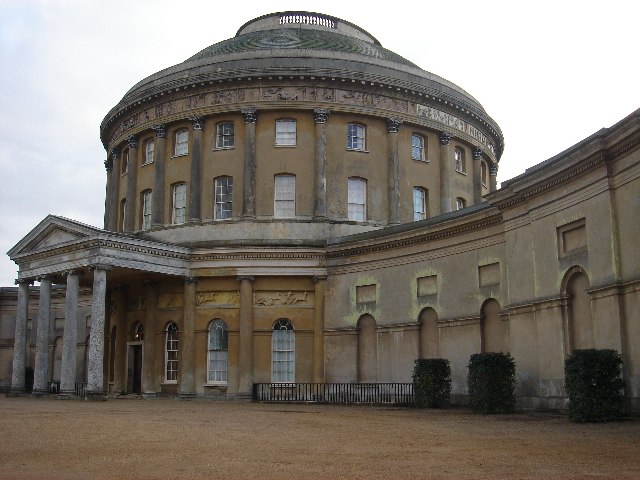
Eingangsfassade und ionischer Portikus (Nr. 9 im Grundriss).

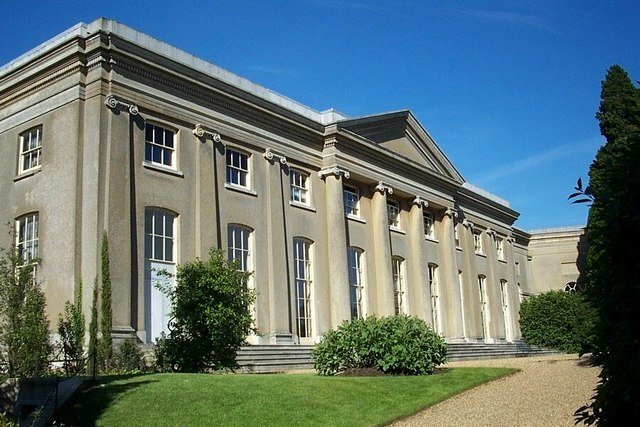
Westflügel: Seine Innenräume blieben bis 2006 unvollendet.

Ickworth House ist eines der ungewöhnlicheren Landhäuser in England und wurde wenig schmeichelhaft als „ein großer Haufen, der gerade von einem anderen Planeten hier angekommen ist,“ und als „zu groß geratenes Folly“ beschrieben. Heute wird es allerdings architektonisch anders eingeschätzt und gilt als einziges Gebäude in England, das mit den monumentalen Arbeiten von Boullée und Ledoux verglichen werden kann.
Dem Haus liegen die Pläne des italienischen Architekten Mario Asprucci zugrunde, namentlich die seiner Arbeiten an der Villa Borghese, die der Fürstbischof gesehen hatte. Aspruccis Pläne wurden angepasst und die Bauarbeiten von den englischen Architekten Francis und Joseph Sandys überwacht.
Die Fassaden sind in Ziegelmauerwerk erstellt und mit Stuck verkleidet, das Dach ist mit Schiefer und Blei eingedeckt. Die zentrale Rotunde ist 32 Meter hoch und besitzt ein Gewölbedach mit Balustrade. Der Haupteingang führt durch den ionische Portikus mit Ziergiebel.
Die Rotunde ist mit Pilastern dekoriert, im unteren Stockwerk ionischen, im oberen korinthischen. Erdgeschoss, 1. und 3. Obergeschoss sowie die balustrierte Brüstung haben Friese aus Halbrelief.
Die Rotunde wird von zwei segmentierten, eingeschossigen, schmalen Flügeln flankiert, die als Blendarkaden erscheinen und sie im palladianischen Stil mit zwei s an den Enden verbinden. Diese segmentierten Flügel werden mittig von vorspringenden Gebäudeteilen unterbrochen, in denen das Rauchzimmer und der Pompeianische Raum untergebracht sind, beide Anbauten aus dem 19. Jahrhundert.
Anders als bei einem echten palladianischen Gebäude sind die Pavillons am Ende keine kleinen Anhängsel, sondern tatsächlich große Flügel, die architektonische Gegengewichte zur Rotunde bilden, die zu ihrem Corps de Logis wird. Der Ostflügel, selbst schon ein kleines Herrenhaus, wurde als Wohnung für die Familie konzipiert (was er bis 1998 auch blieb). Dies ermöglichte die Reservierung der formelleren Räumlichkeiten der Rotunde für Unterhaltung und Repräsentation. Der Westflügel sollte die Orangerie, eine Skulpturengalerie und die Räume für die Dienerschaft aufnehmen, blieb aber bis Anfang des 21. Jahrhunderts als Rohbau unvollendet. Die meiste Zeit wurde er als Lager für landwirtschaftliche Produkte genutzt.

## Innenräume
Im Landhaus finden sich Gemälde von Velázquez, Tizian, Poussin und Claude Lorrain, sowie eine unvergleichliche Reihe von Familienportraits aus dem 18. Jahrhundert, die von Künstlern wie Gainsborough, Reynolds, Vigée-Lebrun, Batoni, Kauffmann, Ramsay, Van Loo und Hogarth stammen. Darüber hinaus besitzt Ickworth House unbestreitbar die beste Sammlung feinen georgianischen Tafelsilbers. Auch gibt es dort sehr gute Beispiele von Regency-Möbeln und -Porzellan.

## Marienkirche
Die meisten Mitglieder der Familie Hervey, angefangen von Thomas Hervey (gest. 1467) bis zu John Hervey, 7. Marquess of Bristol, wurden in der Marienkirche von Ickworth begraben, die im Park in der Nähe des Landhauses liegt. Die Kirche ist normannisch mit einigen späteren Anbauten und besitzt ein Wandgemälde aus dem 15. Jahrhundert, das den Erzengel Gabriel zeigt, ein Taufbecken aus dem 15. Jahrhundert, Rundfenster aus flämischem Glas aus dem 14. Jahrhundert und etliche Marmorkunstwerke für Mitglieder der Familie Hervey aus verschiedenen Jahrhunderten. Die Kirche verbleibt im Besitz der Familie Hervey und wurde kürzlich mit Hilfe von English Heritage repariert und gesichert.